# Rezanje s karbonskim oblokom in zrakom
Rezanje s karbonskim (ogljikovim) oblokom in zrakom (ang. Air carbon arc cutting prej tudi Air arc cutting, je način obločnega rezanja, kjer se kovina stali in reže pod toploto karbonskega obloka. Staljeno kovino se odstrani s curkom zraka. Uporablja se potrošno karbonsko elektrodo, ki stali material.
Ta postopek se lahko uporablja v različnih materialih, najpogosteje za aluminij, baker, železo in nerjaveče jeklo. Ta proces se razlikuje od plazemskega rezanja, ker oblok deluje ločeno od zraka. 
Tlak curka zraka je okrog 60 do 100 psi (4-7 barov). Karbonska elektroda se izrablja zaradi oksidacije pri visoki temperaturi. To se lahko zmanjša z oplaščenjem elektrod z bakrom.
Potrebna je zaščita za oči in zaščita pred letečimi delci. Proces je tudi zelo glasen